# Monopelopia tenuicalcar
Monopelopia tenuicalcar är en tvåvingeart som först beskrevs av Jean-Jacques Kieffer 1918.  Monopelopia tenuicalcar ingår i släktet Monopelopia och familjen fjädermyggor. Arten är reproducerande i Sverige. Inga underarter finns listade i Catalogue of Life.